# Elixane Lechemia
Elixane Lechemia (Villeurbanne, 3 de septiembre de 1991) es una jugadora de tenis francesa.
Tiene el ranking WTA más alto de su carrera en el puesto 343 en individual, y el 65 en dobles, logrado el 7 de mayo de 2023. Lechemia ha ganado un título WTA en dobles así como cuatro títulos individuales y 14 títulos de dobles en el circuito de la ITF.
Lechemia hizo su debut en el cuadro principal del Grand Slam de Roland Garros en 2019 después de recibir un comodín para el cuadro de dobles junto con Estelle Cascino

## Títulos WTA (1; 0+1)

### Dobles (1)
| Leyenda                    |
| Grand Slam (0)             |
| Juegos Olímpicos (0)       |
| WTA Tour Championships (0) |
| WTA 1000 (0)               |
| WTA 500 (0)                |
| WTA 250 (1)                |

| N.º | Fecha               | Torneo | Superficie    | Pareja      | Oponentes en la final                 | Resultado |
| --- | ------------------- | ------ | ------------- | ----------- | ------------------------------------- | --------- |
| 1.  | 10 de abril de 2021 | Bogotá | Tierra batida | Ingrid Neel | Mihaela Buzărnescu Anna-Lena Friedsam | 6-3, 6-4  |

#### Finalista (1)
| N.º | Fecha               | Torneo | Superficie | Pareja        | Oponentes en la final          | Resultado           |
| --- | ------------------- | ------ | ---------- | ------------- | ------------------------------ | ------------------- |
| 1.  | 5 de agosto de 2023 | Praga  | Dura       | Quinn Gleason | Nao Hibino Oksana Kaláshnikova | 7-6(7), 5-7, [3-10] |

## Títulos WTA 125s

### Dobles (1–3)
| Resultado | Fecha                    | Torneos             | Superficie    | Pareja         | Oponentes                            | Resultado           |
| --------- | ------------------------ | ------------------- | ------------- | -------------- | ------------------------------------ | ------------------- |
| Finalista | 27 de noviembre de 2022  | Montevideo          | Tierra batida | Quinn Gleason  | Ingrid Gamarra Martins Luisa Stefani | 5-7, 7-6(6), [6-10] |
| Campeona  | 12 de agosto de 2023     | Grodzisk Mazowiecki | Dura          | Katarzyna Kawa | Naiktha Bains Maia Lumsden           | 6-3, 6-4            |
| Finalista | 10 de septiembre de 2023 | Bari                | Tierra batida | Katarzyna Kawa | Katarzyna Kawa Anna Sisková          | 1-6, 2-6            |
| Finalista | 18 de mayo de 2024       | Parma               | Tierra batida | Ingrid Martins | Anna Danilina Irina Khromacheva      | 1-6, 2-6            |